# Horismenus distinguendus
Horismenus distinguendus är en stekelart som beskrevs av Blanchard 1936. Horismenus distinguendus ingår i släktet Horismenus och familjen finglanssteklar. Inga underarter finns listade i Catalogue of Life.